# Lord Oscuro
Lord Oscuro es un personaje de la serie Star Wars.
Los sith siempre han tenido un Consejo de líderes llamados los Lords de los Sith, o los Señores de los Sith. Cuando llegó la nueva generación Sith con Darth Revan el Consejo Sith desapareció pero el título de Lord Oscuro no y unos cuantos lo poseyeron. En la época de la Batalla de Ruusan eran muchos los que gozaban de este título.
Sin embargo, algo muy diferente era el título de Lord Oscuro de lod sith. Sólo uno podía acceder a este título. Fue así durante la Edad Dorada de los Sith, durante la Guerra Sith y durante el reinado de Revan, cuyo título asumió más tarde su discípulo, Darth Malak.
Pero tras la muerte de Darth Malak el título de Lord Oscuro desapareció entre un sinfín de Lores como Traya o Sion. Tras la Batalla de Ruusan Darth Bane asumió el título como último Lord sobre la galaxia. La última que ha poseído el cargo un milenio después ha sido la Lady Oscura Lumiya.
Darth Plagueis o ``Plaegueis el sabio´´ fue un poderoso sith, aún más poderoso que su aprendiz, Darth Sidious, debido a que podía modificar o combinar los midiclorianos y crear vida.
Lamentablemente (en vista de Palpatine), tuvo un final muy trágico, cuando su propio aprendiz lo sorprendió, matándolo cuando él dormía.
Para Palpatine fue algo placentero, pues él tendría el ``Supremo poder´´sobre cualquier sith.
- Datos: Q5978914